# Azucena (leyenda urbana)

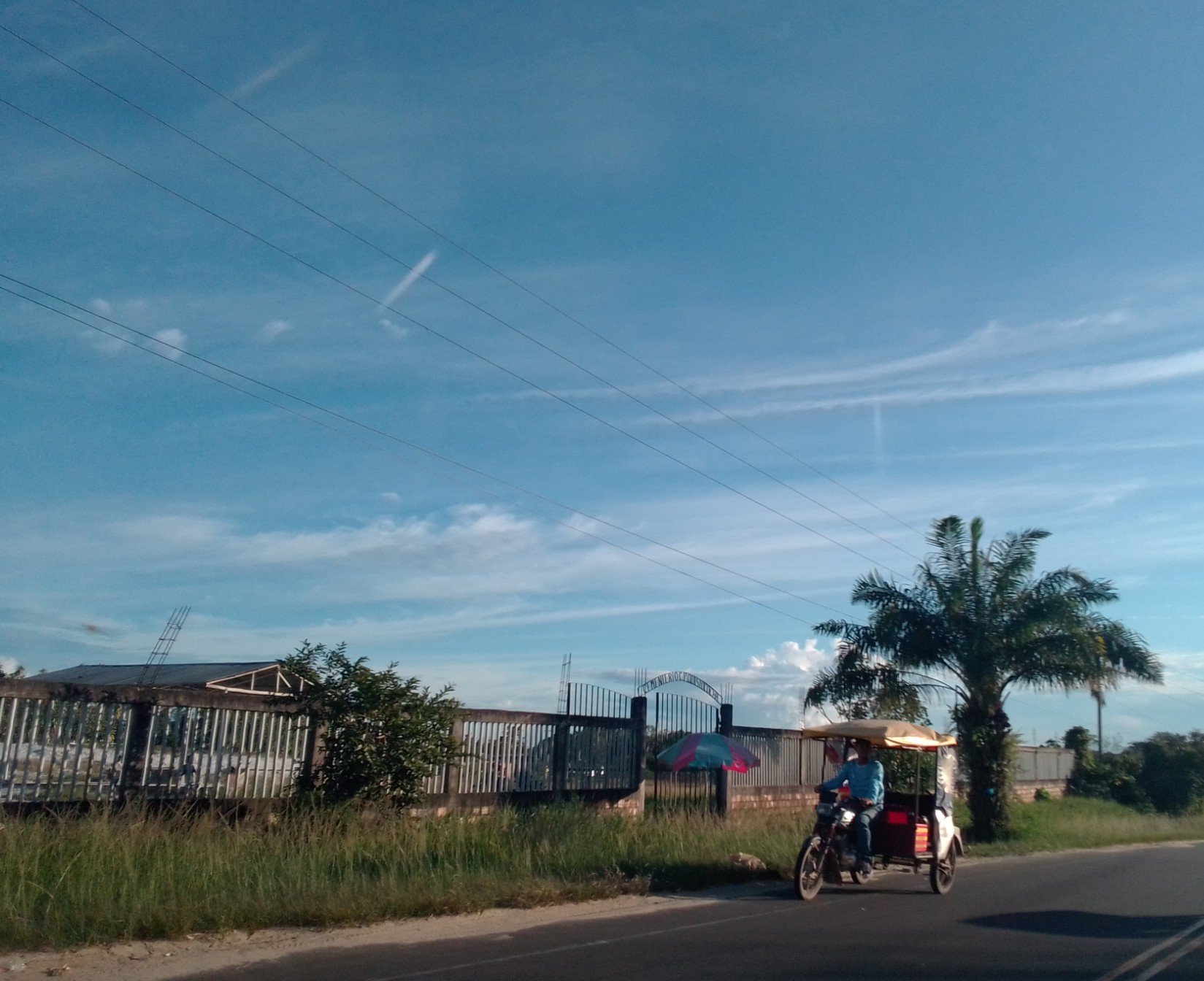
El Cementerio de Quistococha en la Ruta departamental LO-103, al sur de Iquitos. La autopista es conocida coloquialmente como carretera Iquitos-Nauta, por ser la conexión entre ambas urbes. Los mototaxis (como el de la imagen) se encargan de hacer la ruta y en su mayoría son conducidos por hombres.

Azucena, a veces denominada Norma Azucena, es una leyenda urbana y rural sobre un supuesto espíritu que se mueve por la ruta departamental LO-103, que conecta las ciudades peruanas de Iquitos y Nauta en el departamento de Loreto.
Apareció en 2016 y se basa en la muerte de una mujer en circunstancias no esclarecidas, ya sea por violación o accidente de tránsito. La leyenda provocó un caso de histeria colectiva en ese mismo año cuando entre la población de las ciudades y toda el área de la autopista aseguraron que algunos reportes de muertes en extrañas condiciones están relacionadas con Azucena.
Dentro de la mitología amazónica peruana, Azucena es un tunchi, un tipo de almas errantes en la selva.

## Leyenda urbana

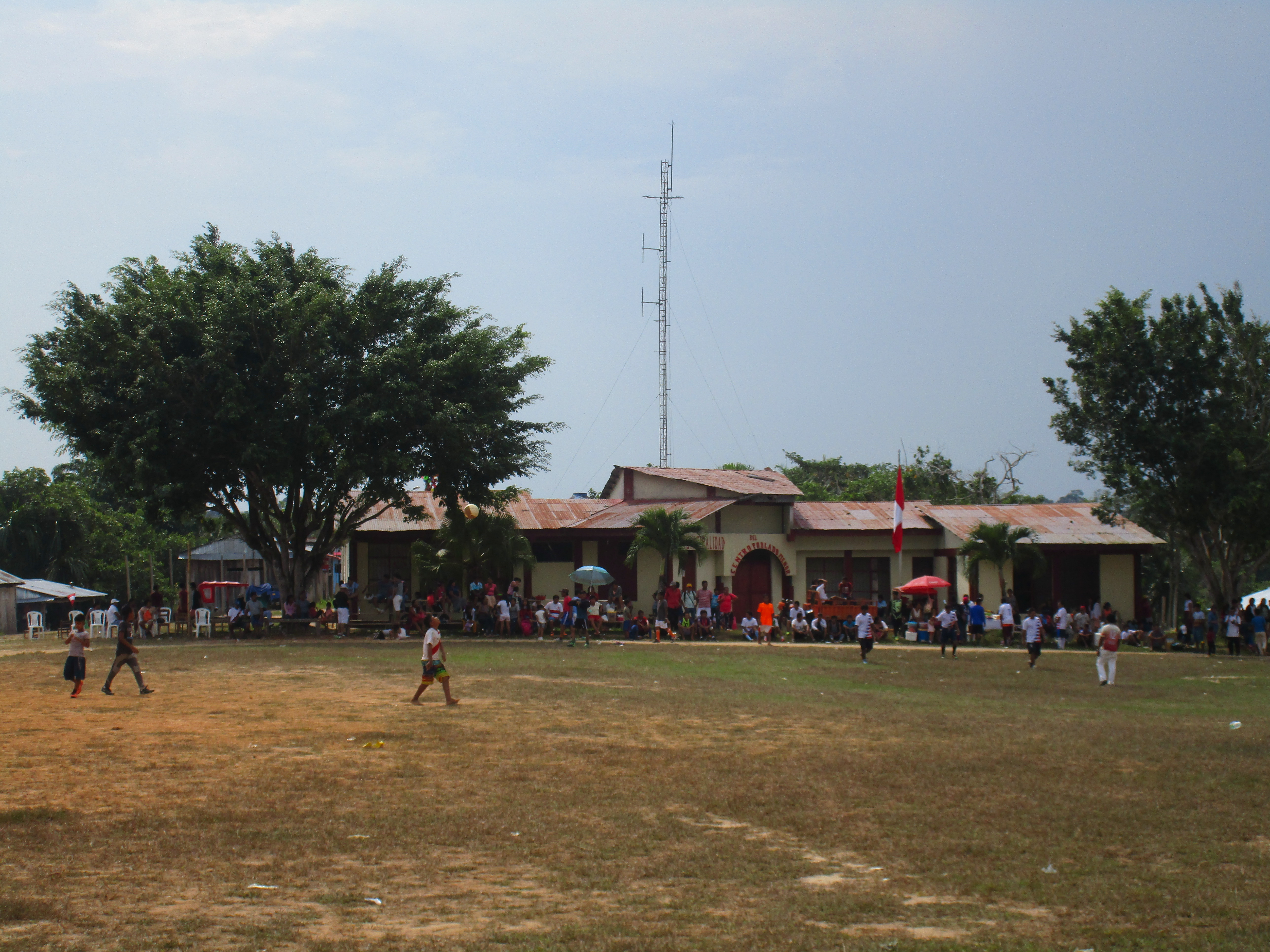
San Joaquín de Omaguas, el pueblo de donde según el relato es oriunda Azucena.

Según el relato principal, Azucena es el espectro de una joven inmigrante de 22 años de ascendencia amerindia oriunda de San Joaquín de Omaguas, un pueblo aislado de la ruta departamental LO-103, que se trasladó a las zonas periféricas del área metropolitana de Iquitos en busca de mejor calidad de vida. La joven tenía 22 años y era atractiva, por lo que un sujeto la abusó sexualmente, su cuerpo no resistió a las lesiones y falleció. Ante la falta de familiares que reclamaran el cadáver, los pobladores la enterraron en el cementerio rural del pueblo de Quistococha en el kilómetro 9 de la ruta departamental LO-103, a poca distancia de Iquitos.
Por el origen de su muerte repentina, el fantasma vaga por toda la ruta departamental en busca de varones que se encuentren solos, en unos casos los atrae con propuestas sexuales para que luego de consumado el coito sus víctimas se sientan enfermos. En otros, decide acosarlos, para que cuando estén muy asustados ella les aparezca en su frente como un bulto negro. Algunos reportes, afirman que el fantasma también puede poseer a sus víctimas, en todos los casos los hombres afectados presentan convulsiones y casi siempre la muerte. 
Su objetivo es lograr acabar con la vida de 12 hombres, en tiempo y periodo indefinido para lograr descansar en paz.
Es descrita como una mujer de vestido negro, capaz de cambiar su apariencia amerindia a caucásica, igualmente su cabello inicialmente negro a rubio, así como su clase social, pues, a diferencia de su marginalidad de aborigen en vida, el espíritu se presenta como una chica de nivel económico alto y de belleza más apegada a los cánones occidentales.
Otras variaciones del relato cambian totalmente el origen de la difunta, siendo un accidente de tránsito en la ruta en lugar de una violación el origen de su muerte. También añadiéndole que la chica siempre vivió en el área periférica y no provino de un pueblo alejado del lugar, además de decir que había fallecido virgen y que ya de muerta, intenta desprenderse de ella al relacionarse sexualmente con hombres heterosexuales.

## Histeria colectiva
Entre los meses de enero y marzo de 2016 el entorno de las áreas limítrofes de las provincias Maynas y Loreto en el departamento de Loreto, al oriente del Perú, se reportaron varios casos de hombres que habían muerto o se encontraban en estado delicado de salud repentinamente, todos ellos habían enfermado y/o perecido en la Ruta departamental LO-103, una autopista que conecta las capitales de las mencionadas provincias, Nauta e Iquitos, esta última, también capital del mencionado departamento.

### Casos

#### Enero
Según la Policía Nacional del Perú el primer caso reportado fue el 28 de enero, en donde Antonio Soria de 31 años de edad, realizaba labores de transporte en mototaxi por la autopista a la 1:00 a. m. en los alrededores del cementerio Quistococha, una mujer joven lo intercepta para que le haga el servicio de movilizarla a la ciudad. En el camino los dos conversaban y de repente la chica le propone un encuentro sexual, Soria acepta y se van a un motel. Posterior al encuentro, la chica pide que la lleve de vuelta al sitio de donde la recogió, ya en el cementerio, la mujer besa al mototaxista para desvanecerse en las rejas del camposanto. Los pobladores cercanos al encontrarlo convulsionando lo llevaron a la ciudad de Nauta para intentar sanarlo con sesiones espiritistas, sin éxito alguno, el joven falleció. La familia del difunto enterró su cuerpo en una tumba anónima, pues por el motivo de su muerte, temían que fuera objeto de profanación para rituales.
La dueña del motel contó a las autoridades lo siguiente:

...la mujer se llamaba Azucena, tenía alrededor de 27 años y parecía que tenía buen dinero, por su celular de alta gama y porque pagó la cuenta total, con todo el licor que consumieron.

#### Febrero
El 11 de febrero, luego de la muerte de Antonio Soria, vecinos del pueblo "Las Brisas", cercano al cementerio de Quistococha, comunicaron al serenazgo del distrito de San Juan Bautista que por las noches varias personas ingresaban al camposanto para supuestamente buscar el sepulcro de Azucena. Para los pobladores del pueblo los intereses de los intrusos eran diversos, desde profanadores de tumbas para vender cadáveres hasta saqueadores que querían llevarse un recuerdo del lugar.
El 26 de febrero entre los pueblos de Los Delfines y Las Brisas, un joven motocarrista de 19 años se detuvo a arreglar su vehículo en el kilómetro 9 en horas de la noche, fue encontrado convulsionando por pobladores y llevado a una iglesia evangélica local del Movimiento Misionero Mundial, el joven aparentemente se recuperó ante los rezos y oraciones que hicieron los líderes evangélicos. El joven contó que en el momento de estar arreglando su vehículo sintió a alguien detrás de él, al momento de voltear se encontró con una mujer vestida de negro, originándole convulsiones de forma espontánea. Los evangelistas también comunicaron que el hombre estaba gritando que le dolía la cabeza y que había visto a Azucena.
Ese mismo mes, otro sujeto informó que él era otra víctima, la quinta supuestamente, pues un día paso por el cementerio de Quistococha y grito la palabra «¡Azucena!», ese mismo día soñó con el fantasma y éste le dijo que moriría, por tal motivo tuvo que ser tratado por un espiritista.

#### Marzo
El 11 de marzo un miembro del serenazgo del distrito de San Juan Bautista, Nixon Curico Shupingahua de 27 años, fue encontrado convulsionando en el baño de su estación por un motociclista que pasaba por el lugar. El suceso se desarrolló a las 8:30 p. m. en el kilómetro 9 de la ruta, el motociclista lo llevó a un pueblo cercano y de allí un vehículo del serenazgo local lo atendió. El sujeto una vez recuperado, relató que se dirigió al baño porque se sentía pesado, antes de ingresar a los servicios higiénicos vio a una mujer merodear por su entorno, no le dio importancia, al ingresar la misma mujer se le apareció de frente y en ese momento se convirtió en un bulto negro, el hombre comenzó a vomitar y se desplomó.
Según un conteo no oficial, Nixon sería la quinta víctima, aunque no se tiene registro de las otras personas.
El 21 de marzo se reportó otro incidente en donde según los cadetes de una escuela de la Policía Nacional, en una zona de la ruta, fueron atacados por Azucena.

## Cultura popular
La leyenda de la Azucena cobró fuerza en la cultura de Iquitos, como un sencillo musical y una película, ambas de nombres homónimos. También la figura de Azucena es utilizada como un símbolo de concienciación sobre la violencia contra las mujeres en Perú.

## Crítica
Algunos medios locales como Pro y Contra de Iquitos afirmaron estar en contra de continuar la leyenda, además de pedir a los medios nacionales que dejen de darle tanta importancia como si fuera real. Para el diario esto solo perjudica la imagen de los loretanos en general, de los reporteros y especialmente de las mujeres, pues, con el avanzar del tiempo Azucena también se volvió un símbolo de lascividad de una fémina fácil que busca satisfacer sus ansias sexuales con cualquier sujeto que se le cruce.